# Lamponina elongata
Lamponina elongata is een spinnensoort uit de familie Lamponidae. De soort komt voor in het zuiden van Australië.